# Мемориал жертвам коммунизма (Прага)
Мемориал жертвам коммунизма (чеш. Pomník obětem komunismu) представляет собой ряд статуй в Праге в память о жертвах коммунистического правления в период 1948—1989. Он расположен у подножия холма Петршин, на улице Újezd в Пражском Малом граде.
Был открыт 22 мая 2002 года, спустя двенадцать лет после свержения коммунистического режима, и является совместной работой чешского скульптора Ольбрама Зоубека и архитекторов Яна Керела и Зденека Хользела. Возведение мемориала было поддержано местным советом и Конфедерацией политических заключённых (KPV).
Мемориал представляет собой семь бронзовых фигур, спускающихся вниз по лестнице. По мере удаления от зрителя, статуи становятся всё более «разрушенными», у них теряются конечности, а в телах появляются разломы. Это должно символизировать то, как политические заключённые пострадали от коммунистического режима.
В центре мемориала размещена бронзовая надпись с указанием числа жертв коммунизма:
- 205486 арестованных
- 170938 депортированных
- 4500 умерло в тюрьме
- 327 убитых при попытке побега
- 248 казнённых

Бронзовая табличка рядом гласит:
«Мемориал жертвам коммунизма посвящён всем жертвам, не только тем, которые были заключены в тюрьму или казнены, но также тем, чья жизнь была разрушена тоталитарным деспотизмом».

## Общественный резонанс
Перед открытием мемориала в ряде СМИ появились сообщения скандального характера о том, кто должен присутствовать на церемонии открытия. Президент Вацлав Гавел до последней минуты не был приглашён, а затем отказался присутствовать.
Памятник также не получил одобрения некоторых художников за то, что в нём не представлены фигуры женщин. Одна из статуй была повреждена в результате двух взрывов в 2003 году.